# Línea 112n (Santiago de Chile)
La Línea 112n de Transantiago tenía como nombre Av. La Florida - Recoleta, y unía por la Avenida Camilo Henríquez, ubicada en el sur de Puente Alto, al norte con la comuna de La Florida, abastecia también a un sector importante de la comuna de Las Condes y Huechuraba; teniendo como eje principales como la Avenida La Florida y la Avenida Américo Vespucio Norte.
Formó parte de la Unidad 1 del Transantiago, operada por Inversiones Alsacia, correspondiéndole el color celeste a sus buses.

## Flota
El 112n operó con buses con chasís Volvo B7R carrozadas por Marcopolo (Gran Viale) y Caio Induscar (Mondego L), los cuales tienen capacidad de 90 personas. En ciertos horarios de mayor afluencia de público, se incorporan buses articulados de 18 metros con capacidad de 180 personas, cuyo chasis es Volvo B9Salf y son carrozados por Marcopolo (Gran Viale) y Busscar (Urbanuss) con 90 pasajeros cada uno. Estos buses se presentan en muy baja proporción.

## Historia
La línea 112n se creó como una variante nocturna del recorrido 112, el cual nació como Clon Metro de Línea 4 prestando servicios desde Tobalaba hasta Macul y que luego finalmente fue extendido hasta Vespucio Norte. En 2016 el servicio 112 fue reasignado a STP Santiago y renumerado como 712, debido a lo cual fue eliminado y solamente se mantuvo la variante nocturna.
Su preponderancia aumentaba al ser una línea que recorre el oriente de Santiago de Puente Alto a Vitacura y además llega al Metro Vespucio Norte pasando por La Pirámide en horario nocturno.
El 16 de febrero de 2019 el recorrido 112n fue eliminado del sistema debido al fin del contrato de Alsacia y fue reemplazado por el nuevo recorrido 712n que será operado por STP Santiago.

## Trazado

### 112n Av. La Florida - Recoleta
| - Comuna de Puente Alto - Av. Camilo Henriquez - Comuna de La Florida - Av. La Florida - Comuna de Peñalolén - Av. Americo Vespucio Sur - Comuna de La Reina - Av. Ossa - Comuna de Las Condes y Vitacura - Av. Americo Vespucio Norte - Comuna de Huechuraba - Av. Americo Vespucio Norte - Av. Recoleta | - Comuna de Huechuraba - Av. Americo Vespucio Norte - Comuna de Vitacura y Las Condes - Av. Americo Vespucio Norte - Comuna de La Reina - Av. Ossa - Comuna de Ñuñoa y Macul - Av. Americo Vespucio Sur - Comuna de La Florida y Puente Alto - Av. La Florida - Av. Camilo Henriquez - Mall Plaza Tobalaba |

## Puntos de interés
- Mall Plaza Tobalaba
- Cementerio El Prado
- Colegio La Salle
- Metro Macul
- Metro Quilín
- Metro Grecia
- Metro Plaza Egaña
- Metro Príncipe de Gales
- Metro Escuela Militar
- EIM Vespucio Norte